# Катеринівка (Кременецький район)
Катери́нівка (до 1946 року — Катербург) — село в Україні, у Кременецькій міській громаді Кременецького району Тернопільської області. Розташоване на сході району. До 2020 — адміністративний центр Катеринівської сільської ради, якій були підпорядковані села Іванківці та Рибча.
За часів Російської Імперії відносилося до Кременецького повіту Волинської губернії.
Населення — 391 особа (2001).

## Історія
Виникло у середині XVIII ст. на місці села Вербиця, яке зруйнували татари. Граф Ю.-В. Плятер назвав містечко іменем дружини.
Катербург мала право на проведення щотижневих торгів і 2-х річних ярмарків. У кінці XIX — на поч. XX ст. Катеринівка належала російському генералові Бобрикову.
1911 p. в містечку проживали 1170 осіб.
1 жовтня 1933 року утворено ґміну Катербурґ Кременецького повіту і село включено до неї.
Від січня до жовтня 1940 р. існував Катербурзький район УСРР.
Від зими 1942 року в селі було організовано гетто в якому одночасно перебувало до 400 євреїв.
Від 1940 до 1991 року Катеринівська сільська рада входила до складу Шумського району.
12 червня 2020 року, відповідно до розпорядження Кабінету Міністрів України № 724-р «Про визначення адміністративних центрів та затвердження територій територіальних громад Тернопільської області», увійшло до складу Кременецької міської громади.
19 липня 2020 року, в результаті адміністративно-територіальної реформи та ліквідації Кременецького (1940—2020) району, село увійшло до складу новоутвореного Кременецького району.
11 березня  2025 року сталася пожежа в дерев'яній церкві. Повідомлення про загоряння надійшло до рятувальників о 08:58. Вогонь швидко поширився, і на момент прибуття перших підрозділів площа займання сягала приблизно 250 м². Для гасіння залучили три автоцистерни та автодрабину.

## Релігія

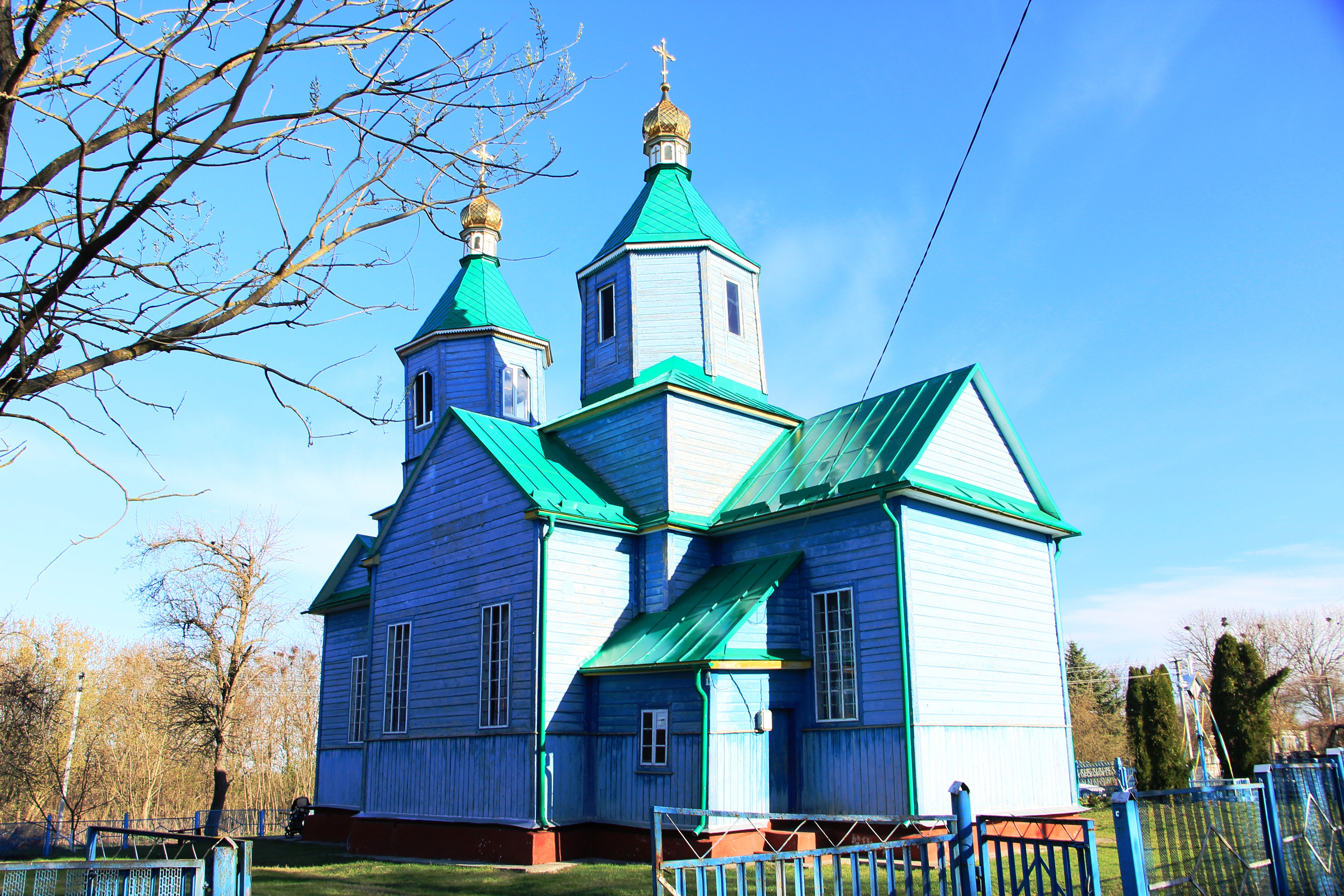
Дерев'яна церква

У селі є церква святого Юрія Переможця. Значна більшість громади УПЦ (МП) вирішила перейти до УПЦ КП.
У вересні 2015 року відбулися зіткнення між прихожанами МП та КП, перші привозили до 200 чоловік «допомоги», конфлікт тривав 9 годин, довелося викликати міліцію.
22 вересня у приміщенні Кременецької районної державної адміністрації відбулася зустріч між представниками релігійних громад УПЦ МП і УПЦ КП, після якої громада УПЦ підписала договір про порядок користування храмом, що передбачає запровадження почерговості. 10 грудня 2015 року в селі відбулися збори, під час яких вирішували питання про виділення земельної ділянки під будівництво храму для громади УПЦ МП. У 2017 році громада УПЦ МП почала будувати новий храм, за кілька місяців основні будівельні роботи були завершені.
Громада УПЦ МП збудувала нову церкву, освячену на честь святого Пантелеймона, де вперше молилася 8 вересня 2017 року.

## Населення
За даними перепису населення 2001 року мовний склад населення села був таким:
| Мова       | Число ос. | Відсоток |
| ---------- | --------- | -------- |
| українська |           | 99,49    |
| російська  |           | 0,51     |

## Пам'ятники
Споруджено пам'ятник полеглим у німецько-радянській війні воїнам-односельцям, встановлено меморіальну таблицю О. Лятуринській (2002).

## Соціальна сфера
Діють загальноосвітня школа І-ІІ ступенів, Будинок культури, бібліотека, амбулаторія, 4 торговельні заклади, будинок для літніх людей. У 2008 році відкрився дитячий садочок та музична школа.
Влітку 2008 року на території школи були проведені розкопки, захоронень загинувших німецьких солдатів під час німецько-радянської війни.

## Відомі люди

### Народилися
- професор, вчений у галузі медицини Олексій Панасюк.

### Проживали
- поетка, скульптор, писанкарка О. Лятуринська.

У Катербургу народився дідусь відомої американської співачки та хореографки Поли Абдул.

## Галерея

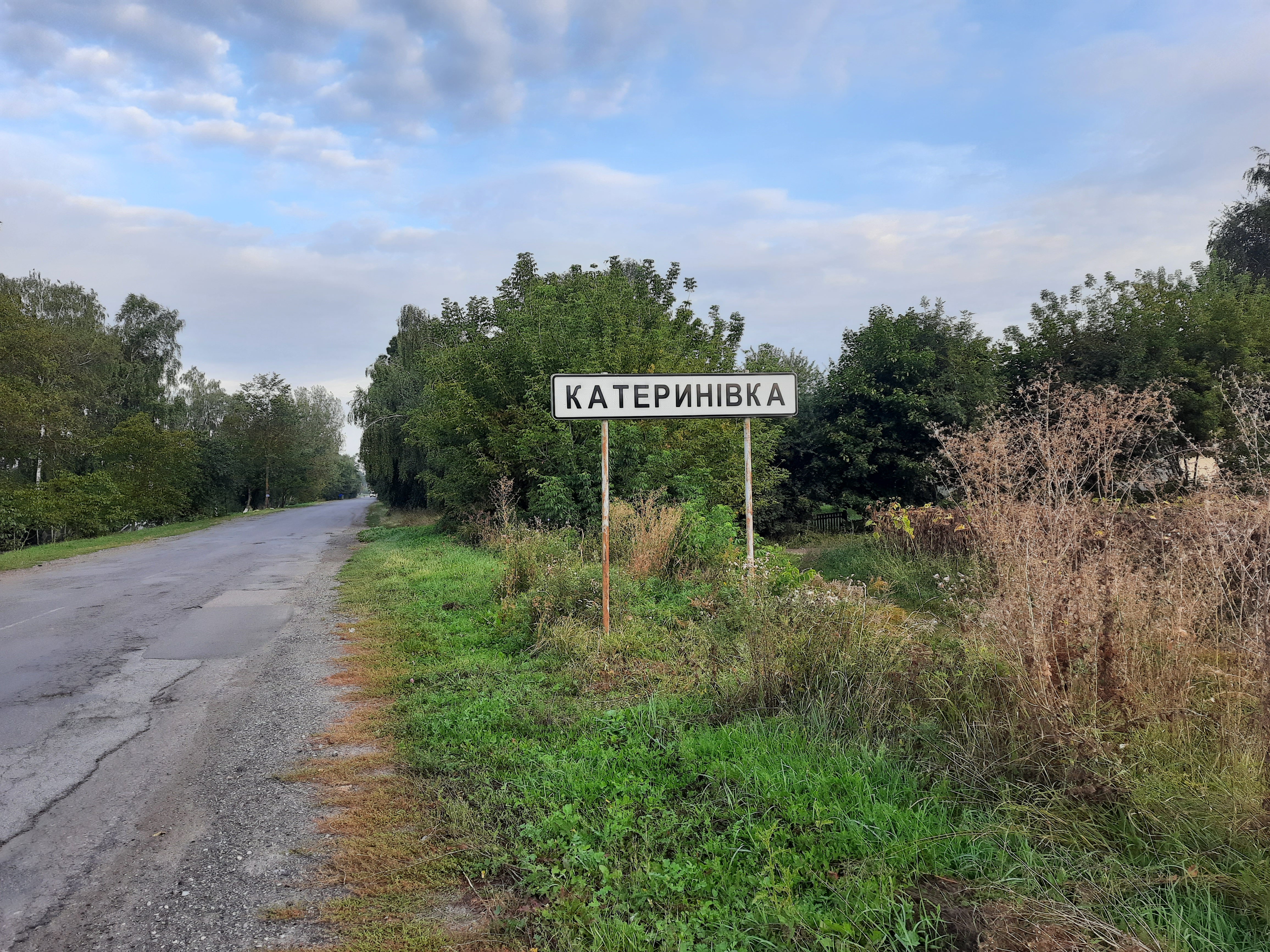
Дорожній знак при в'їзді в село
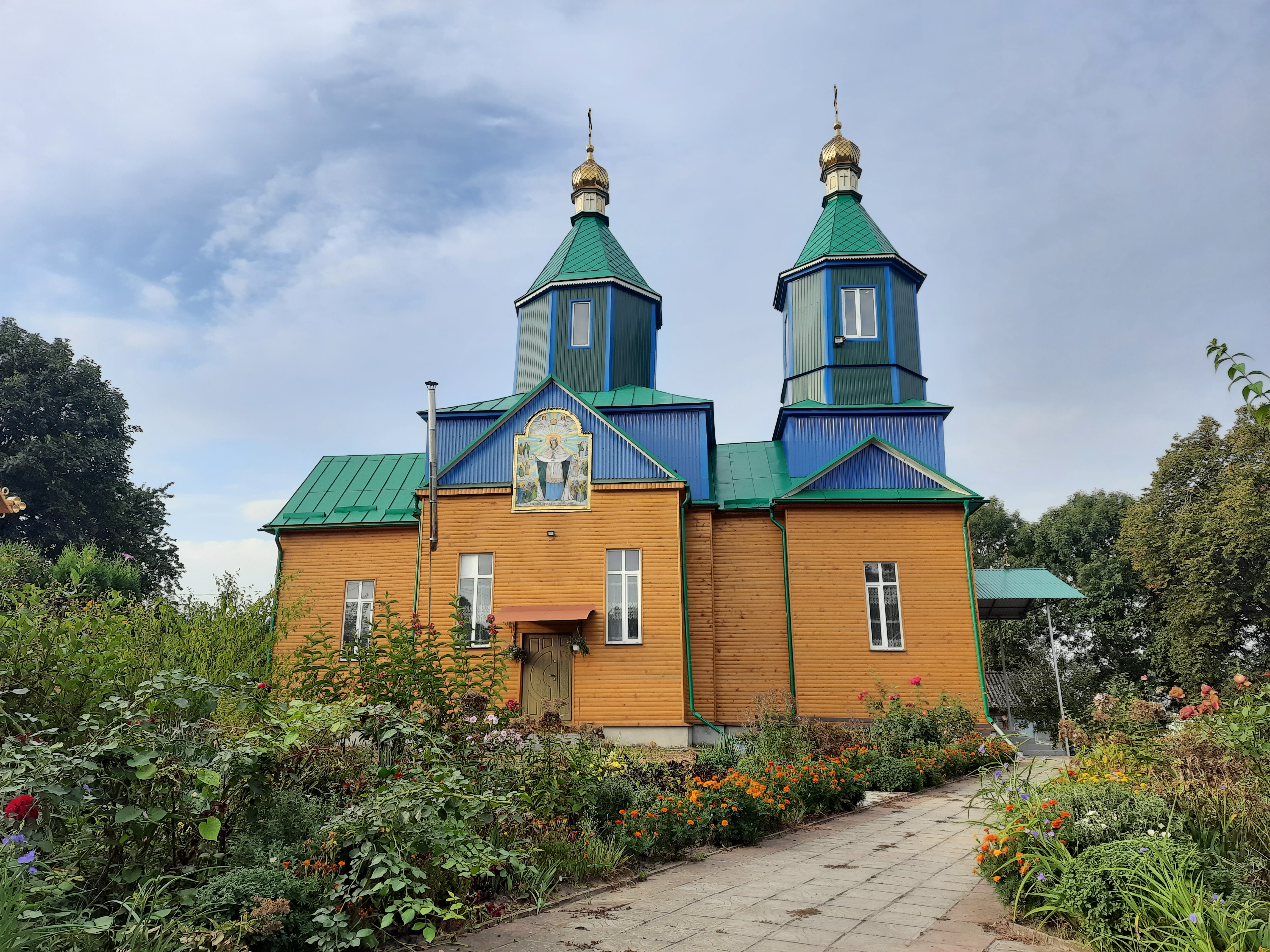
Церква святого Юрія Переможця
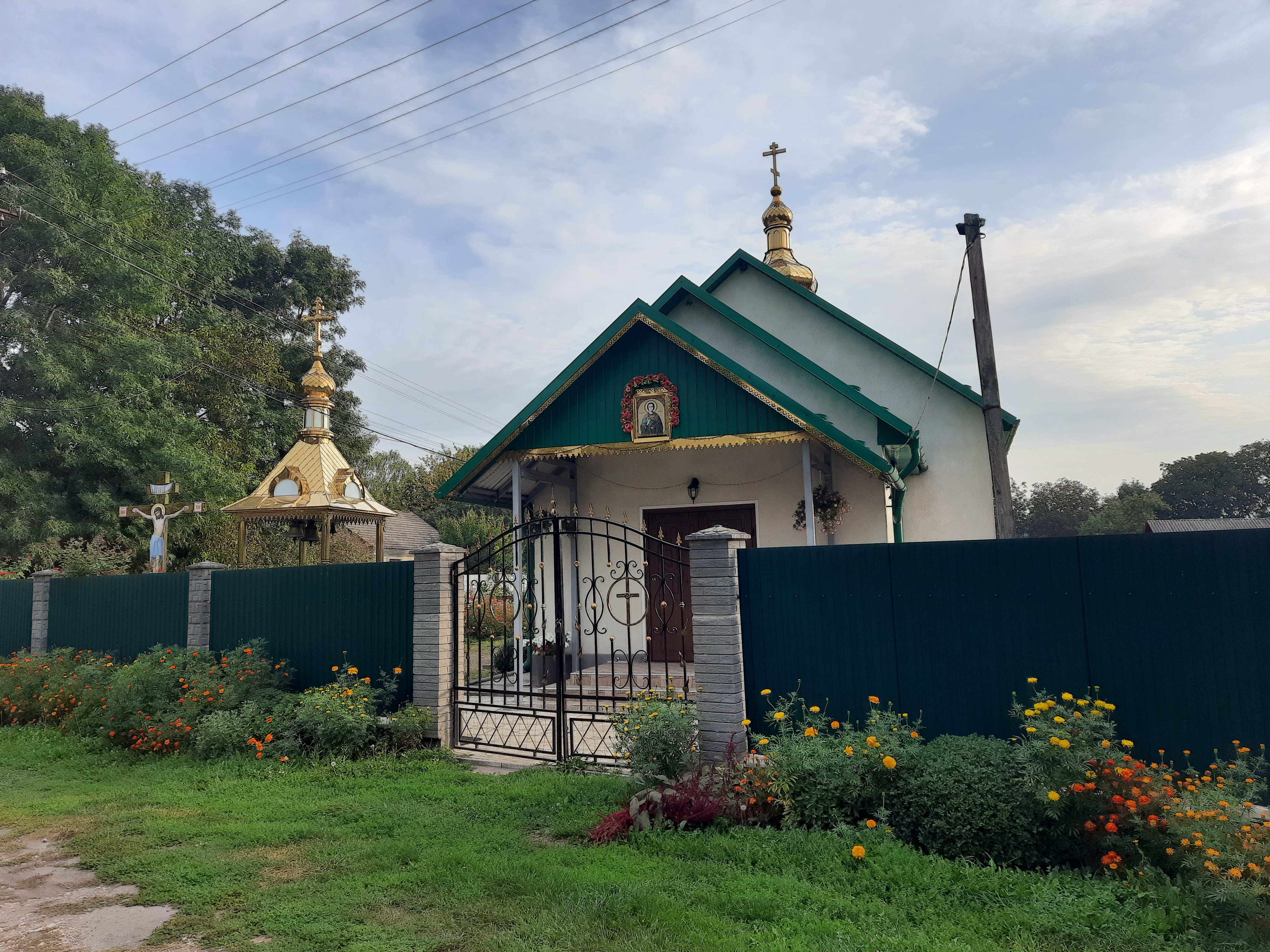
Церква святого Пантелеймона
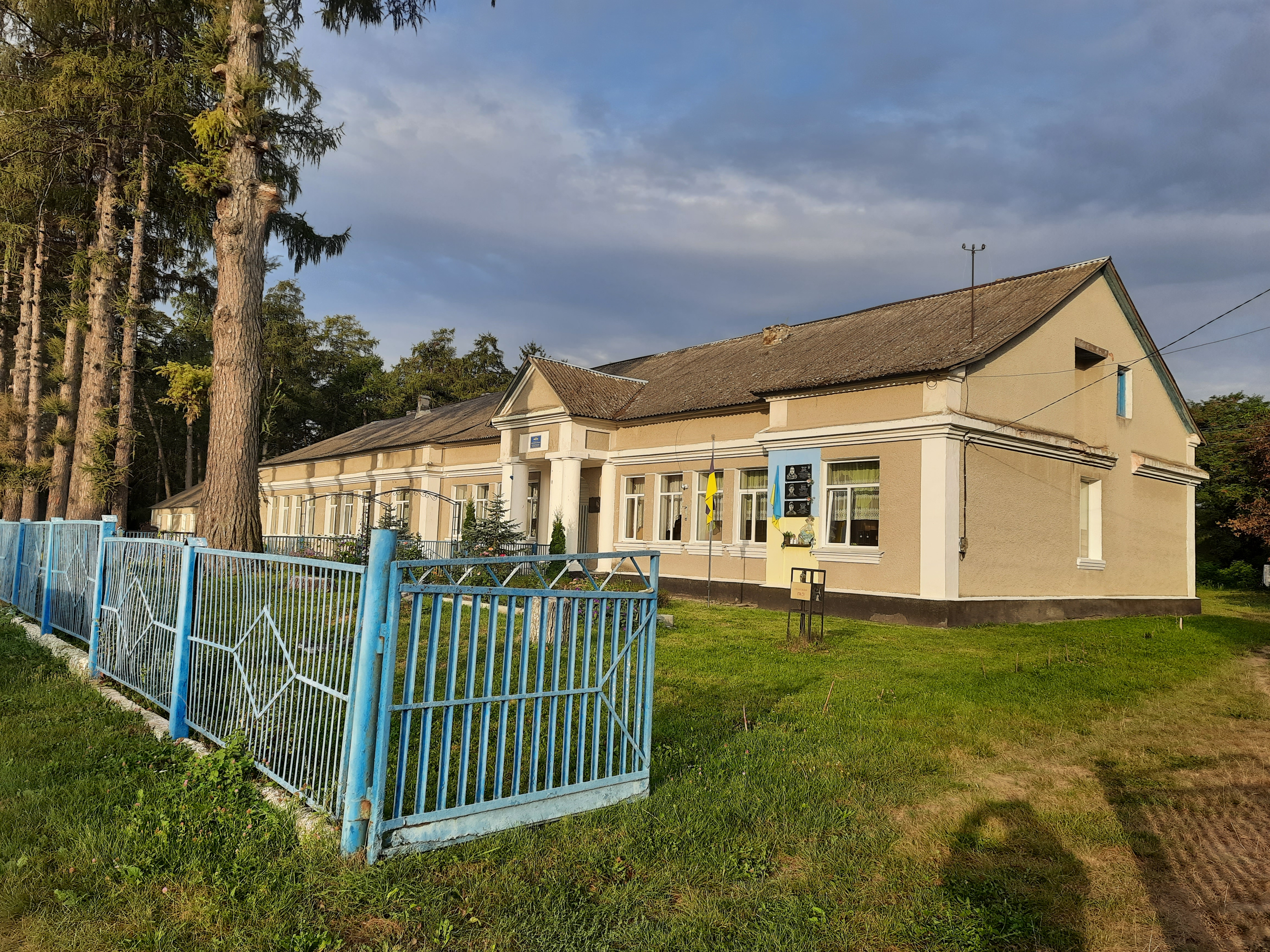
Школа
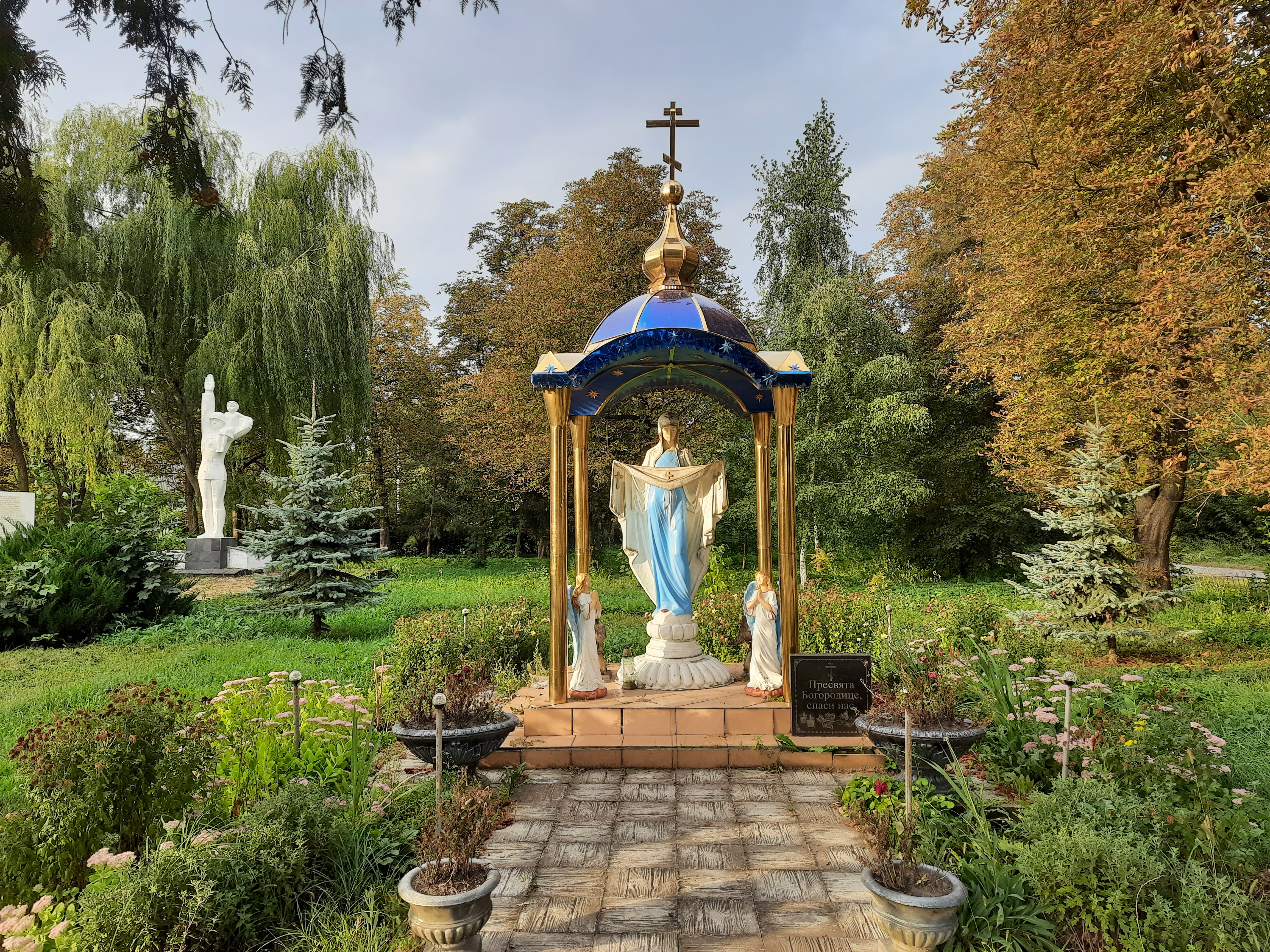
Статуя Божої Матері
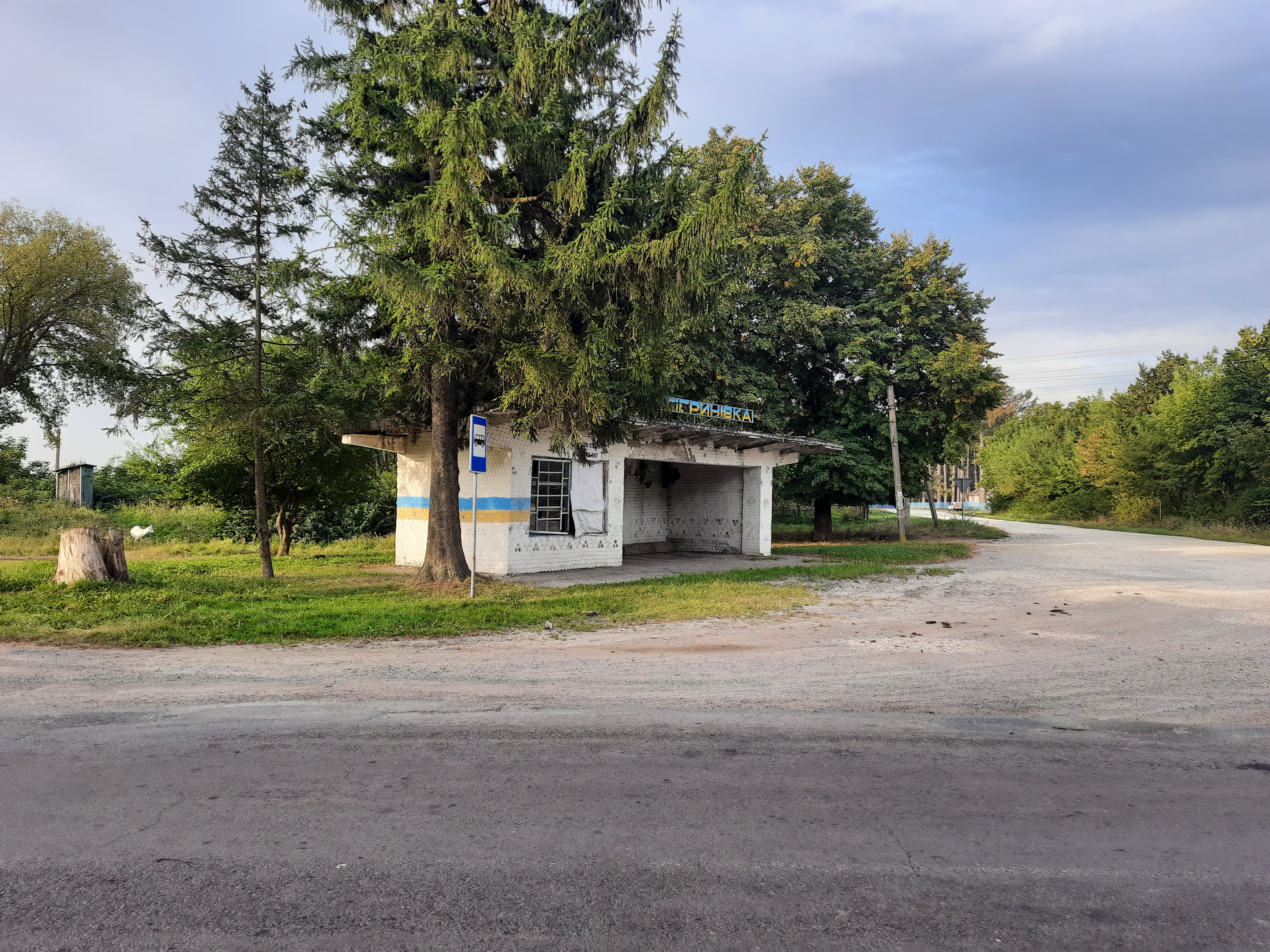
Автобусна зупинка